# Mantophryne
Genre
Synonymes
- Pherohapsis Zweifel, 1972

Mantophryne est un genre  d'amphibiens de la famille des Microhylidae.

## Répartition
Les 5 espèces de ce genre sont endémiques de Nouvelle-Guinée.

## Liste des espèces
Selon Amphibian Species of the World (6 octobre 2019) :
- Mantophryne axanthogaster Kraus & Allison, 2009
- Mantophryne insignis Günther & Richards 2016
- Mantophryne lateralis Boulenger, 1897
- Mantophryne louisiadensis (Parker, 1934)
- Mantophryne menziesi (Zweifel, 1972)

## Taxinomie
Le genre Pherohapsis a été synonymisé avec Mantophryne par Oliver, Rittmeyer, Kraus, Richards & Austin en 2013.

## Publication originale
- Boulenger, 1897 : Descriptions of new lizards and frogs from Mount Victoria, Owen Stanley Range, New Guinea, collected by Mr. A. S. Anthony. Annals and Magazine of Natural History, sér. 6, vol. 19, p. 6-13 (texte intégral).